# Pratovecchio
Pratovecchio es una localidad italiana de la provincia de Arezzo , región de Toscana, con 3.210 habitantes.

Ubicación de la ciudad de Pratovecchio dentro de la provincia de Arezzo.

## Evolución demográfica
| Gráfica de evolución demográfica de Pratovecchio entre 1861 y 2001 |
|                                                                    |
| Fuente ISTAT - elaboración gráfica de Wikipedia                    |